# Les Jeux sont faits
Les Jeux sont faits è un singolo del cantautore italiano Giorgio Poi, pubblicato il 2 maggio 2025 come terzo estratto dal quarto album in studio Schegge.

## Descrizione
Il brano è scritto, composto e prodotto dallo stesso cantautore ed è uscito in concomitanza all'uscita dell'album Schegge.

## Video musicale
Il video musicale, diretto da Gaspard Millet, è stato pubblicato in concomitanza all'uscita del brano attraverso il canale YouTube del cantautore.

## Tracce
Testi e musiche di Giorgio Poti.
1. Les Jeux sont faits – 3:22